# 桜木裕司
桜木 裕司（さくらぎ ゆうじ、1977年7月20日 - ）は、日本の男性キックボクサー、総合格闘家。宮崎県宮崎市出身。

## 来歴
中学1年の時に佐竹雅昭の戦う姿勢に感銘を受け格闘技の道へ進む。高校入学を期に極真空手に入門。卒業後は自衛隊を経て、体育教師を目指し日本体育大学体育学部武道学科に入学｡大学入学を期に東京へ上京すると、顔面攻撃の重要性を考え､キックボクシングの目黒ジムへ入門。藤本勲会長の紹介で佐山聡と出会い、2000年7月に掣圏道に入門した｡
2003年まで瓜田幸造と共にアルティメットボクシングに高頻度で出場し続け、多くのロシア人選手を撃破する。
2005年2月4日、パンクラスで謙吾と対戦し、3Rに左ハイキックでKO勝ち。
2005年3月6日、キックボクシングルールで郷野聡寛と対戦し、KO勝ち。
2006年1月26日、パンクラスのヘビー級王者決定トーナメントの1回戦で佐藤光留にKO勝ち。5月2日の準決勝でポアイ菅沼にTKO負け。
2007年5月26日、素手・頭部顔面への肘打ち・頭突きありの「WAFC世界パンクラチオン大会」の無差別級トーナメントに出場し、3位に入賞した。
2008年8月29日、韓国で開催されたM-1 Challengeでステファン・ストルーフェと対戦し、三角絞めで一本負け。
2009年10月17日、ロシアで開催されたWAFC主催のパンクラチオン大会「第2回パンチリーグ」のパンクラチオン無差別級タイトルマッチでガジエフ・アワウディンと対戦し、左フックで失神KO勝ちを収め王座獲得に成功した。
2010年2月28日、DEEP 46 IMPACTで行なわれた初代DEEPライトヘビー級王者決定トーナメント1回戦でクリスチャン・"トントン"・ムプンボと対戦し、スタンドパンチの連打でTKO負けを喫した。
2010年9月5日、パンクラスで川村亮と対戦し、スタンドパンチの連打でKO勝ちを収めた。
2010年12月5日、ライトヘビー級キング・オブ・パンクラスタイトルマッチで王者の川村亮と再戦し、1-0の判定ドローとなり王座獲得に失敗した。
2011年2月25日、DEEP 52 IMPACTで行なわれたDEEPメガトン級王者決定戦で田澤和久と対戦し、チョークスリーパーで一本負けを喫し王座獲得に失敗した。当初は同年1月8日にDEEP初の日本国外開催となるマカオ大会「DEEP MAYHEM IN MACAO」でタイトルマッチを行なう予定であった王者川口雄介の負傷による王座返上に伴い、代役として王座決定戦への出場が決定したが、開催直前にマカオ大会が延期となったため同大会にスライドされていた。
2012年8月5日、パンクラスで高橋義生と対戦し、左フックでKO勝ちを収めた。
2012年10月27日、菊田早苗と対戦。この試合は、オープンフィンガーグローブを着用せず、素手で闘い、また、一部の反則以外は何をやっても構わないという初期UFCを彷彿とさせるルールで行われた。そして、桜木は菊田を1R早々血だるまにし、TKO勝利を収めた。

## 人物・エピソード
- 選手コール時には敬礼をしたりと、師である佐山聡の思想を受け継いでいる。
- 身体的特徴や日本体育大学出身など共通点の多い、スーパータイガー (2代目)の正体と言われているが真相は不明、なお桜木のSNSに自身がスーパータイガーであるという投稿が多々見受けられる[11]。

## 戦績

### 総合格闘技
| 総合格闘技 戦績 | 総合格闘技 戦績 | 総合格闘技 戦績 | 総合格闘技 戦績 | 総合格闘技 戦績 | 総合格闘技 戦績 | 総合格闘技 戦績 |
| --------------- | --------------- | --------------- | --------------- | --------------- | --------------- | --------------- |
| 43 試合         | (T)KO           | 一本            | 判定            | その他          | 引き分け        | 無効試合        |
| 16 勝           | 14              | 0               | 2               | 0               | 2               | 1               |
| 24 敗           | 8               | 8               | 8               | 0               | 2               | 1               |

| 勝敗 | 対戦相手                           | 試合結果                            | 大会名                                                                               | 開催年月日     |
| ×    | ルイス・サントス・"アバター"       | 1R 1:27 TKO（パウンド）             | REAL 4 【ヘビー級トーナメント 準決勝】                                               | 2016年3月12日  |
| ○    | ユン・ガンチョル                   | 2R 0:19 TKO（右フック→パウンド）    | REAL 3 【ヘビー級トーナメント 1回戦】                                                | 2015年12月5日  |
| ×    | アラン・ボドウ                     | 1R 2:35 TKO（パウンド）             | GRANDSLAM 3 -Way of the Cage-                                                        | 2015年9月12日  |
| ○    | 大山峻護                           | 2R 1:03 TKO（タオル投入）           | PANCRASE 263                                                                         | 2014年12月6日  |
| ×    | 中村和裕                           | 3R 2:49 肩固め                      | DEEP CAGE IMPACT 2013 in TDC HALL                                                    | 2013年11月24日 |
| ×    | 桜井隆多                           | 1R 1:04 TKO（左フック）             | DEEP CAGE IMPACT 2013 in KORAKUEN HALL                                               | 2013年6月15日  |
| ×    | 高瀬大樹                           | 2R 1:33 フロントチョーク            | DEEP HALEO IMPACT 〜三崎和雄引退セレモニー〜                                         | 2012年12月22日 |
| ○    | 菊田早苗                           | 1R 0:35 TKO（サッカーボールキック） | GRABAKA LIVE! 2                                                                      | 2012年10月27日 |
| ○    | 高橋義生                           | 1R 4:59 KO（左フック）              | PANCRASE 2012 PROGRESS TOUR                                                          | 2012年8月5日   |
| ×    | 第3代・アニマル安西                | 5分2R終了 判定0-3                   | PANCRASE 2012 PROGRESS TOUR                                                          | 2012年3月11日  |
| ×    | 田澤和久                           | 2R 0:54 チョークスリーパー          | DEEP 52 IMPACT 【DEEPメガトン級王者決定戦】                                          | 2011年2月25日  |
| △    | 川村亮                             | 5分3R終了 判定1-0                   | PANCRASE 2010 PASSION TOUR 【ライトヘビー級キング・オブ・パンクラス タイトルマッチ】 | 2010年12月5日  |
| ○    | 川村亮                             | 1R 3:55 KO（スタンドパンチ連打）    | PANCRASE 2010 PASSION TOUR                                                           | 2010年9月5日   |
| ×    | クリスチャン・"トントン"・ムプンボ | 1R 2:29 TKO（スタンドパンチ連打）   | DEEP 46 IMPACT 【ライトヘビー級王者決定トーナメント 1回戦】                          | 2010年2月28日  |
| ○    | ガジエフ・アワウディン             | 1R 0:30 KO（左フック）              | FEFoMP: Impact League 2 【パンクラチオン無差別級タイトルマッチ】                     | 2009年10月17日 |
| ×    | ハンス・ストリンガー               | 2R 2:11 TKO（パウンド）             | DEEP 43 IMPACT                                                                       | 2009年8月23日  |
| ○    | 加藤実                             | 2R 0:59 KO（左ストレート）          | DEEP 41 IMPACT                                                                       | 2009年4月16日  |
| ×    | Rogent Lloret                      | 5分2R終了 判定0-3                   | M-1 Challenge in USA 【チーム・スペイン vs. チーム・ジャパン +93kg級戦】             | 2008年10月29日 |
| ×    | ステファン・ストルーフェ           | 1R 2:30 三角絞め                    | M-1 Challenge in KOREA 【世界選抜 vs. チーム・ジャパン +93kg級戦】                   | 2008年8月29日  |
| ×    | カミール・ウユグン                 | 1R 4:52 TKO（膝蹴り）               | DEEP M-1 チャレンジ 5 in JAPAN 【チーム・オランダ vs. チーム・ジャパン -93kg級戦】   | 2008年7月17日  |
| ×    | ベシケ・ゲリナバ                   | 5分2R終了 判定                      | M-1 Team Challenge 【チーム・ロシア・レギオン vs. チーム・ジャパン -93kg級戦】       | 2008年4月3日   |
| ○    | ジャンボ篠原                       | 1R 1:43 TKO（パウンド）             | MARS 11 "2nd ANNIVERSARY"                                                            | 2008年2月11日  |
| △    | 入江秀忠                           | 5分3R終了 判定1-1                   | DEEP 33 IMPACT                                                                       | 2007年12月12日 |
| ×    | 近藤有己                           | 5分3R終了 判定0-3                   | PANCRASE 2007 RISING TOUR                                                            | 2007年10月14日 |
| ×    | 藤井克久                           | 5分2R終了 判定0-2                   | DEEP GLOVE                                                                           | 2007年7月26日  |
| ×    | Bashir Yamilkanov                  | 1R TKO（ドクターストップ）          | FEFoMP: Mayor Cup 2007 【無差別級トーナメント 準決勝】                               | 2007年5月26日  |
| ○    | ニコライ・オニキエンコ             | 2R TKO（パウンド）                  | FEFoMP: Mayor Cup 2007 【無差別級トーナメント 1回戦】                                | 2007年5月26日  |
| ×    | 滑川康仁                           | 1R 2:10 ヒールホールド              | DEEP 29 IMPACT                                                                       | 2007年4月13日  |
| ○    | ファビアーノ・サイクロン           | 2R 1:55 TKO（左膝の負傷）           | MARS 06 "RAPID FIRE"                                                                 | 2006年12月22日 |
| －   | ファビアーノ・サイクロン           | 1R 0:15 無効試合（ローブロー）      | MARS 05 "MARCHING ON"                                                                | 2006年10月28日 |
| ×    | 水野竜也                           | 2R 3:20 チョークスリーパー          | PANCRASE 2006 BLOW TOUR                                                              | 2006年9月16日  |
| ×    | 福田力                             | 5分2R終了 判定0-3                   | PANCRASE 2006 BLOW TOUR                                                              | 2006年7月28日  |
| ×    | ポアイ菅沼                         | 1R 4:47 TKO（パウンド）             | PANCRASE 2006 BLOW TOUR 【ヘビー級王者決定トーナメント 準決勝】                      | 2006年5月2日   |
| ○    | 佐藤光留                           | 1R 0:55 KO（踏みつけ）              | PANCRASE 2006 BLOW TOUR 【ヘビー級王者決定トーナメント 1回戦】                       | 2006年1月26日  |
| ○    | ジミー明成                         | 1R 1:55 KO                          | リアルジャパンプロレス 【掣圏真陰流特別試合】                                        | 2005年12月16日 |
| ×    | 李世学                             | 2R 3:33 肩固め                      | PANCRASE 2005 SPIRAL TOUR                                                            | 2005年10月2日  |
| ○    | 中村勇太                           | 5分2R終了 判定3-0                   | パンクラスZ in 熊本 2005                                                             | 2005年9月3日   |
| ○    | アスラン・デゼボエフ               | 2R 1:31 KO（左ミドルキック）        | PANCRASE 2005 SPIRAL TOUR                                                            | 2005年7月31日  |
| ×    | 高橋義生                           | 2R 3:01 腕ひしぎ十字固め            | PANCRASE 2005 SPIRAL TOUR                                                            | 2005年7月10日  |
| ○    | 謙吾                               | 3R 0:06 KO（左ハイキック）          | PANCRASE 2005 SPIRAL TOUR                                                            | 2005年2月4日   |
| ○    | キム・ソンチョル                   | 1R 0:42 TKO（パウンド）             | Gladiator FC 2日目                                                                   | 2004年6月27日  |

### キックボクシング
| 勝敗 | 対戦相手             | 試合結果                       | 大会名                                                                                             | 開催年月日     |
| ×    | 野田貢               | 1R KO                          | 日韓親善国際格闘技大会 GLADIATOR 岡山大会【K-1ルール】                                             | 2009年11月3日  |
| ○    | 天承山               | 4R 2:37 反則（ローブロー）     | 新☆四角いジャングル 〜ミスター格闘技降臨!!〜 【UKFキック・インターナショナル・ヘビー級王座決定戦】 | 2009年9月13日  |
| ×    | ギルバート・アイブル | 1R 1:48 KO（右フック）         | SHOOT BOXING BATTLE SUMMIT GROUND ZERO TOKYO 2007                                                  | 2007年10月28日 |
| ×    | 山宮恵一郎           | 3分3R終了 判定0-2              | リアルジャパンプロレス【キックボクシングルール】                                                   | 2006年3月10日  |
| ×    | ウィル・リーバ       | 3R 2:00 KO（パンチと膝の連打） | 全日本キックボクシング連盟「Rock'n Roll☆U5 FIGHT☆Hill it!」                                        | 2005年11月5日  |
| ×    | メルヴィン・マヌーフ | 2R 2:53 KO（3ノックダウン）    | ムエタイ チャンピオンズリーグ 13                                                                   | 2005年4月9日   |
| ○    | 郷野聡寛             | 2R 1:17 KO（右フック）         | パンクラス PANCRASE 2005 SPIRAL TOUR 【全日本キックボクシング連盟公式試合】                        | 2005年3月6日   |
| ×    | 瀧川リョウ           | 2R 1:30 KO（右フック）         | 全日本キックボクシング連盟 「Fujiwara Festival 〜藤原祭り2004〜」                                  | 2004年12月5日  |
| ○    | 西田和嗣             | 3R+延長2R終了 判定3-0          | 全日本キックボクシング連盟「DANGER ZONE」                                                          | 2004年9月23日  |
| ×    | ヤン・ロムルダー     | 3R KO（ローキック連打）        | RISING SUN                                                                                         | 2004年2月28日  |
| ○    | Suzuki 3:26          | 3R終了 判定3-0                 | 全日本キックボクシング連盟「Fujiwara Festival 〜藤原祭り〜」                                       | 2003年12月7日  |

### グラップリング
| 勝敗 | 対戦相手               | 試合結果                   | 大会名    | 開催年月日   |
| ×    | マルキーニョス・ソウザ | 1R 3:52 チョークスリーパー | DEEP X 03 | 2008年7月5日 |

## 獲得タイトル
- 極真全日本Jr空手道選手権 高校重量級 優勝
- 第1回掣圏武芸トーナメント -95kg級 優勝（2003年）
- UKFキック・インターナショナル・ヘビー級王座（2009年）
- パンクラチオン無差別級王座（2009年）

## CM
- ギャンブル コンファイト